# 方面军

北約APP-6A標圖符號，五個'X'表示這是一個方面軍單位，其番號寫在符號的左側

方面军（Front）是军队的一种建制。苏联军队之方面軍，約有50萬到100萬人，大致相当于西方国家军队建制中的集团军群，和第二次世界大战中日本皇军的总军。大日本帝國的方面軍，則大致相當於西方国家军队建制中的集团军。

## 中國国民革命军方面军
北伐战争时期，中國国民革命军组建了一批方面军：
1927年4月5日，武汉国民政府改编部队：
- 第一集团军 总司令蒋介石
  - 第一方面军 总指挥何应钦
  - 第二方面军 总指挥程潜
  - 第三方面军 总指挥李宗仁
  - 第四方面军 总指挥唐生智。4月19日，武汉国民政府决定举行二次北伐，辖3个纵队：
    - 第一纵队，司令官张发奎，指挥第四、第十一军和独立第十五师，为右翼；
    - 第二纵队，司令官刘兴，指挥第三十五、第三十六军和第八军的一部分．为中路，其中第三十五军为总预备队，控制信阳至驻马店之间地区；
    - 第三纵队，由第十二、第三十军组成，为左翼。
    - 后方留守部队：
      - 第十一军叶挺第二十四师和李品仙带领的第八军一部卫戍武汉；
      - 朱培德所部第三、第九军留守江西，对南京、安徽方面警戒；
      - 第三十五军一部、第二军、第十四军留守湖南．对贵州、广东方面警戒；
      - 独立第十四师夏斗寅留守宜昌，对四川方面警戒。

  - 第五方面军（滇军）  总指挥朱培德，1927年4月由第三军以及收编滇军金汉鼎、杨池生、杨如轩三个师兵力六万人组建。
    - 第三军
    - 第六军
    - 第九军
- 第二集团军 总司令冯玉祥
  - 第一方面军总指挥　孙良诚
    - 第三军军长　孙良诚
    - 第四军军长　马鸿逵
    - 第五军军长　石友三

  - 第二方面军总指挥　孙连仲
    - 第一军军长　梁寿恺
    - 第十四军军长　孙连仲
    - 第二十三军军长　秦德纯

  - 第三方面军总指挥　韩复榘
    - 第六军军长　韩复榘
    - 骑二军军长　席液池

  - 第八方面军总指挥　刘镇华
    - 第二十三军军长　刘镇华
    - 第二十六军军长　刘茂恩
    - 第二十八军军长　万选才

  - 第九方面军总指挥　鹿钟麟
    - 第二十一军军长　吕秀文
    - 第十军军长　杨虎城
    - 骑兵第一军军长　郑大章
    - 第十八军军长　鹿钟麟
    - 第二十军军长　庞炳勋
    - 第二十七军军长　王鸿恩
    - 第三十一军军长　刘骥

  - 第四方面军总指挥　宋哲元（驻陕西）
    - 第二军军长　刘汝明
    - 第十五军军长　宋哲元

  - 第五方面军总指挥　岳维峻
  - 第六方面军总指挥　石敬亭（陕西）
    - 第十三军军长　张维玺

  - 第七方面军总指挥　刘郁芬（甘肃）
    - 第十军军长　刘郁芬

1927年宁汉分裂后，6月15日，武汉国民政府任命：
- 第四集团军唐生智。
  - 第一方面军 唐生智兼任 1927年10月20日，南京国民政府西征讨唐。慑于强大的军事压力，唐部或降蒋，或力战不支而败。唐生智于11月12日下野.第一方面军就此结束.
    - 第八军  唐生智兼任
    - 第三十五军 何健
    - 第三十六军 刘兴
    - 第十五军 刘佐龙
    - 第九军 彭汉章
    - 新编第五军 贺国光

  - 第二方面军 总指挥张发奎，参谋长谢膺白，副官长吴仲禧，秘书长高语罕，经理处长陈劲节，政治部主任兼党代表郭沫若，警卫团团长卢德铭。1927年9月18日张发奎下野，黄琪翔代理第二方面军总指挥职。1927年10月18日，广州政治分会临时军事委员会成立，第二方面军的名义取消。
    - 第四军 黄琪翔
    - 第十一军 朱晖日
    - 第二十军 军长贺龙，政治部主任周逸群，参谋长陈图南.辖2个师，第一师师长贺锦斋，第二师师长秦光远。

1944年12月，国民革命军陆军司令部（设在昆明）所属部队改编为四个方面军：
- 第一方面军卢汉（原滇越边区）
  - 第六十军 卢汉兼任
  - 第九十三军 卢浚泉
  - 第五十二军 张耀明
- 第二方面军张发奎（原第四战区）
  - 第四十六军
  - 第六十二军
  - 第六十四军
- 第三方面军汤恩伯（原黔桂边区）
  - 第二十军
  - 第二十六军
  - 第十三军
  - 第七十一军
  - 第九十四军
- 第四方面军王耀武（原第二十四集团军）
  - 第七十三军
  - 第七十四军
  - 第一百军
  - 第十八军

## 浙闽苏皖赣五省联军总司令孙传芳的各方面军
1926年9月，北伐军进攻江西。孙传芳的五省军队二十万人，编组成六个方面军：
- 第一方面军总指挥邓如琢，为赣军。担任大庾岭及萍乡方面阻止朱培德第三军前进
  - 中央陆军第一师师长 邓如琢
  - 江西陆军第一师师长 唐福山
  - 江西陆军第二师师长 蒋镇臣
  - 中央暂编第六师师长 杨如轩
  - 滇军陆军第一师师长 杨池生
  - 中央第九混成旅旅长 张凤岐
  - 江西第一混成旅旅长 岳思寅
  - 江西第三混成旅旅长 刘宝题
  - 粤军司令 陈修爵
- 第二方面军总指挥郑俊彦，为苏军。与北伐军决战的总攻击部队
  - 中央陆军第十师师长 郑俊彦
  - 江苏第一混成旅旅长 杨庚和（原杨化昭部）
  - 江苏第三混成旅旅长 李彦青
  - 福建第一混成旅旅长 彭德铨
  - 江苏第四混成旅旅长 王良田
  - 江苏第一支队长 梁鸿恩
- 第三方面军总指挥卢香亭，为浙军。由修水、铜鼓出湘鄂边，抄袭北伐军的后路；
  - 中央陸軍第二師师长 盧香亭
  - 浙江第四师师长 谢鸿勋
  - 江苏第二混成旅旅长 李启佑（原臧致平部）
  - 浙江第七混成旅旅长 杨振东
- 第四方面军总指挥周荫人，为闽军。出兵粤东，袭击革命军根据地外；
- 第五方面军总指挥陈调元，为皖军。由武穴溯江西进，以解武昌之围；
  - 江苏第六师师长 陈调元
  - 安徽第一混成旅旅长 毕化东
  - 安徽第二混成旅旅长 马祥斌
  - 安徽第三混成旅旅长 王普
  - 安徽第四混成旅旅长 刘凤图
- 第六方面军总司令 颜景琮。与北伐军决战的总攻击部队 
  - 浙江第五混成旅旅长 上官云相
  - 浙江第八混成旅旅长 颜景琮
  - 江苏第三混成旅旅长 马登瀛
- 预备军总司令 周凤岐
  - 浙江第三师师长 周凤岐
  - 浙江第一支队长 陈光祖

## 安国军总司令张作霖的各方面军
- 第一方面军团长　孙传芳 
  - 第一军军长　孙传芳
  - 第二军军长　郑俊彦
  - 第三军军长　李宝璋
- 第二方面军团长　张宗昌
  - 参谋长　王翰鸣
  - 第一军军长　张宗昌
  - 第二军军长　张敬尧
  - 第三军军长　程国瑞
  - 第四军军长　方永昌
  - 第五军军长　王栋
  - 第七军军长　许琨
  - 第八军军长　祝祥本
  - 第九军军长　朱泮藻
  - 第十军军长　吴奠卿
  - 第十一军军长　张宗辅
  - 第十二军军长　寇英杰
  - 第十三军军长　刘志陆
  - 第十七军军长　曲同丰
  - 第十八军军长　毛永恩
  - 第十九军军长　贾济川
- 第三方面军团长　张学良
  - 第八军军长　万福麟
  - 第九军军长　高维岳
  - 第十军军长　王树常
  - 第十五军军长　汲金纯
  - 第二十军军长　于学忠
- 第四方面军团长　杨宇霆
  - 第十三军军长　王瑞华
  - 第十四军军长　富占魁
  - 第十六军军长　胡毓坤
  - 第十七军军长　荣臻
  - 第二十九军军长　戢翼翘
- 第五方面军团长　张作相
  - 第十一军军长　富双英
  - 第十二军军长　汤玉麟
  - 第三十军军长　于芷山
  - 第三十一军军长　郑泽生
- 第六方面军团长　吴俊升
  - 后备军军长　齐恩铭
  - 黑龙江第一军军长　吴希贤
- 第七方面军团长　褚玉璞
  - 第六军军长　徐源泉
  - 第十四军军长　孙殿英
  - 第十五军军长　褚玉璞
  - 第十六军军长　袁振青
  - 第二十军军长　李藻麟
  - 第二十一军军长　王振
  - 第二十三军军长　杨清臣
  - 第二十五军军长　袁家骥
  - 第二十六军军长　张万信
  - 第二十七军军长　李耀昌
  - 第二十八军军长　纪元林
  - 第三十军军长　毛思义
  - 第三十一军军长　武衍周

## 汪精卫的和平建国军
1943年，汪精卫国民政府“参战”后，为适应战时体制，将军事委员会置于新设的最高国防会议之下，撤销编练总监公署，其职权转到陆军部。和平建国军部队整编为方面军与绥靖公署：
- 第一方面军：任援道
  - 下辖：第二军、第三军、教导旅、独立旅、特务旅
  - 活动范围：苏南、淮南、皖中、浙西
- 第二方面军：孙良诚
  - 下辖：第四军、第五军、第九军、第三十八师、独立第二十二师、暂编第十九师、独立第十九师、独立第二十旅
  - 活动范围：苏中、苏北
- 第三方面军：吴化文（魯蘇戰區新編第一師師長，1943年1月18日，率所部約4萬人在山東沂水地區投汪，被編為山東方面軍總司令，7月29日改稱第三方面軍總司令，並任命山東省保安司令部參謀長寧春霖為副總司令，郭受天為參謀長）
  - 下辖：第六军、第七军
  - 活动范围：鲁南、鲁中、淮北
- 第四方面军：张岚峰
  - 下辖：第一军、第八军、第十五师
  - 活动范围：淮北
- 第五方面军：庞炳勋（河北省政府主席、冀察戰區副司令長官、第二十四集團軍總司令，1943年5月10日投汪）
  - 活动范围：河南
- 第六方面军：孙殿英（冀察戰區新編第五軍軍長，1943年4月被俘投汪）
  - 活动范围：河南

## 中国工农红军的方面军
八一南昌起义后，保持了“国民革命军第二方面军”的番号，贺龙任总指挥。
组建了三个方面军：
- 红一方面军
- 红二方面军
- 红四方面军

## 中国人民解放军的方面军
1953年底召开的全国军事系统党的高级干部会议上，主持军委日常工作的彭德怀作《四年来的军事工作总结和今后军事建设上的几个问题》中，论述军区调整问题：大军区的划分，原则上应是按照预定的全国作战计划，从未来的作战区分上建立一级军区（战时即方面军）和二级军区（战时即集团军）。在军队标号中也有表示大军区（方面军）的标号。
1955年2月8日第一届全国人大常委会第六次会议通过的《中国人民解放军军官服役条例》，规定授予尉官军衔的权限如下：

少尉、中尉、上尉晋级时，由方面军或一级军区的司令员和政治委员命令授予。
总参谋长、总政治部主任、总后方勤务部长、总干部部长、各军种兵种司令员和政治委员、高等军事学院院长和政治委员，对其所属尉官有与方面军或一级军区的司令员和政治委员同等的军衔授予权。

可见，方面军的编制级别是大军区级。
1955年11月辽东半岛大演习，是集团军在方面军编成内的抗登陆战役演习。
1957年8月，中国、苏联、朝鲜三国军队在中苏朝边境沿海地区举行了歼灭敌人濒海集团的方面军进攻战役实地演习。
1981年秋的华北大演习，是方面军防御战役实兵演习。

## 沙俄方面军
最初正式使用“方面军”这个军语的，是第一次世界大战爆发后的沙俄军队。大战初，沙俄军队建立了5个方面军，即北方面军、西北方面军、西方面军、西南方面军、南方面军，每个方面军辖3个左右的军團，总兵力约30万人。

## 苏俄红军方面军
苏俄内战中，苏俄红军组建了大量的“方面军”：
- 东方面军
- 土耳其斯坦方面军
- 南方面军
- 北方面军
- 西方面军司令
- 高加索方面军
- 里海—高加索方面军
- 西南方面军
- 东南方面军

## 蘇聯方面軍
从人员编制数量来说，一个苏联方面军（俄语：фронт）实际相当于一个西方盟國集團軍。
苏联的方面军与英美国家的集團軍的主要不同之处是，苏联方面军拥有自己的战术空军力量，这支空军直属于方面军司令部。整个方面军隶属于苏联最高统帅部。
方面军产生于俄国十月革命后的国内战争时期。在1939年苏联入侵波兰时，有两个方面军（白俄罗斯方面军和乌克兰方面军）参加了作战。方面军的作用在第二次世界大战中达到颠峰，当时先后组建了近40个方面军与德国军队进行激烈战斗。 苏军的方面军建制不限于陆军，还组建了一批防空方面军。
根据作战任务，由若干方面军還可临时编成方面军群参加统一作战行动。第二次世界大战期间，苏军在实施重大进攻战役时常组织方面军群。例如，1945年8月8日远东苏军进攻日本关东军，就是由远东苏军总司令华西列夫斯基元帅统率3个方面军。
在冷战时期，各方面军及其参谋部被与固定的国内军区结合在一起，或变成了驻扎在华约国家中的苏军。需要指出的是，并非所有的苏联军区都驻有方面军，因此有些军区没有建制空军。

### 二战中的苏联方面军列表
- 波罗的海沿岸方面军
  - 波罗的海沿岸第1方面军：1943年末由原加宁方面军改编。
  - 波罗的海沿岸第2方面军：1943年10月10日由原布良斯克方面军改编。在1944年10月1日时包括：
    - 突击第3軍團
    - 近卫第10軍團
    - 第22軍團
    - 第42軍團
    - 空军第15航空軍團
    - 方面军预备队

  - 波罗的海沿岸第3方面军
- 布良斯克方面军：1941年12月18日组建。1943年3月11日（或12日）解散，当年3月28日由原奥廖尔方面军重新组建。在参加库尔斯克战役时该方面军包括：
  - 第11軍團
  - 第3軍團
  - 坦克第4軍團
  - 第61軍團
  - 第63軍團
- 白俄罗斯方面军
  - 白俄罗斯第1方面军
  - 白俄罗斯第2方面军
  - 白俄罗斯第3方面军
- 高加索方面军：1943年末改名为白俄罗斯方面军。
- 中央方面军
- 克里木方面军：1942年1月组建。下辖：
  - 第44軍團
  - 第47軍團
  - 第51軍團
- 顿河方面军
- 远东方面军
  - 远东第1方面军
  - 远东第2方面军
- 加宁方面军：1941年10月17日组建，1943年末改名为波罗的海沿岸第1方面军。组建时包括：
  - 第22軍團
  - 第29軍團
  - 第30軍團
- 卡累利阿方面军：1941年8月23日由原北方面军一部分改编。
- 库尔斯克方面军
- 列宁格勒方面军：1941年8月23日由原北方面军一部分改编。
- 莫斯科防线方面军
- 预备队方面军：1941年7月30日组建。下辖：
  - 第34軍團
  - 第31軍團
  - 第24軍團
  - 第43軍團
  - 第32軍團
  - 第33軍團
  - 第49軍團
- 莫扎伊斯克防线方面军
- 北高加索方面军：1942年9月1日改为外高加索方面军黑海军队集群。
- 北方面军：1941年6月24日由原列宁格勒军区改编。
- 西北方面军：1941年6月22日由原波罗的海沿岸特别军区改编。
- 奥廖尔方面军：1943年3月24日组建，1943年3月28日改为布良斯克方面军。下辖：
  - 第61軍團
  - 第3軍團
  - 空军第15航空軍團
- 滨海集团军群
- 后备方面军：1941年7月14日组建。下辖：
  - 第29軍團
  - 第30軍團
  - 第24軍團
  - 第28軍團
  - 第31軍團
  - 第32軍團
- 东南方面军：1942年8月7日由原斯大林格勒方面军左翼各集团军组成；当年9月28日被重新命名为斯大林格勒方面军。
- 南方面军：1943年10月20日改名为乌克兰第4方面军。
- 西南方面军：1941年6月22日由原基辅特别军区组建，1942年7月12日撤消；1942年10月22日重新组建。1943年10月20日改名为乌克兰第3方面军。
- 斯大林格勒方面军：1942年7月由原西南方面军残部组建；1942年9月28日改名为顿河方面军。
- 草原方面军：1943年10月20日改名为乌克兰第2方面军。
- 外贝加尔方面军
- 外高加索方面军：1941年8月23日组建。
- 乌克兰方面军
  - 乌克兰第1方面军
  - 乌克兰第2方面军
  - 乌克兰第3方面军
  - 乌克兰第4方面军
- 沃尔霍夫方面军：194112月17日组建。
- 沃罗涅日方面军：1943年10月20日改名为乌克兰第1方面军。
- 西方面军：1941年6月22日由原西方特别军区改编。

## 日本陸軍方面軍
大日本帝国陸軍的军事单位之一。侵华战争开战之前有朝鮮軍、台湾軍、関東軍、中国駐屯軍等4軍存在，并没有设立称之为方面軍的单位。随着1937年（昭和12年）7月7日卢沟桥事变的爆发，8月31日中国驻屯軍改组为第1軍，在華北西部的作战地域也组建并部署了第2軍，与其他部隊统和编组而成的华北方面軍是大日本帝国陸軍最初的方面軍。
之后于同年11月7日设立华中方面軍，1940年（昭和15年）2月9日设立华南方面軍，太平洋战争开战以前撤编，太平洋战争开战时称为方面軍的仅有华南方面軍。
但是，随着战事的激烈化，而增设方面軍，终战时已组建有17支。此外，更进一步在方面軍之上，设立總軍作为陸軍部隊的最大单位。
軍隊符号以HA为记，标记为1HA（第1方面軍）、2HA（第2方面軍）等与軍相区別。司令官由陸軍大将或中将親補。

### 日本陸軍方面軍列表
- 华北方面軍 - 华中方面軍 - 华中派遣軍 - 华南方面軍
- 緬甸方面軍 (日本陸軍)
- 第1方面軍
- 第2方面軍
- 第3方面軍
- 第5方面軍
- 第6方面軍
- 第7方面軍
- 第8方面軍
- 第10方面軍
- 第11方面軍
- 第12方面軍
- 第13方面軍
- 第14方面軍
- 第15方面軍
- 第16方面軍
- 第17方面軍
- 第18方面軍